# Bicyclus danckelmanni
Bicyclus danckelmanni är en fjärilsart som beskrevs av Alois Friedrich Rogenhofer 1891. Bicyclus danckelmanni ingår i släktet Bicyclus och familjen praktfjärilar. Inga underarter finns listade i Catalogue of Life.